# Гронинген (провинция)
Гро́нинген (нидерл. Groningen, н.-нем. Grunnen, з.-фриз. Grinslân) — провинция на северо-востоке Нидерландов. Столица и крупнейший город — Гронинген. Население 581 705 человек (9-е место среди провинций; данные 2013 г.).

## География
Площадь 2960,03 км² (включая воду, 7-е место), в том числе суши — 2333,28 (8-е место).

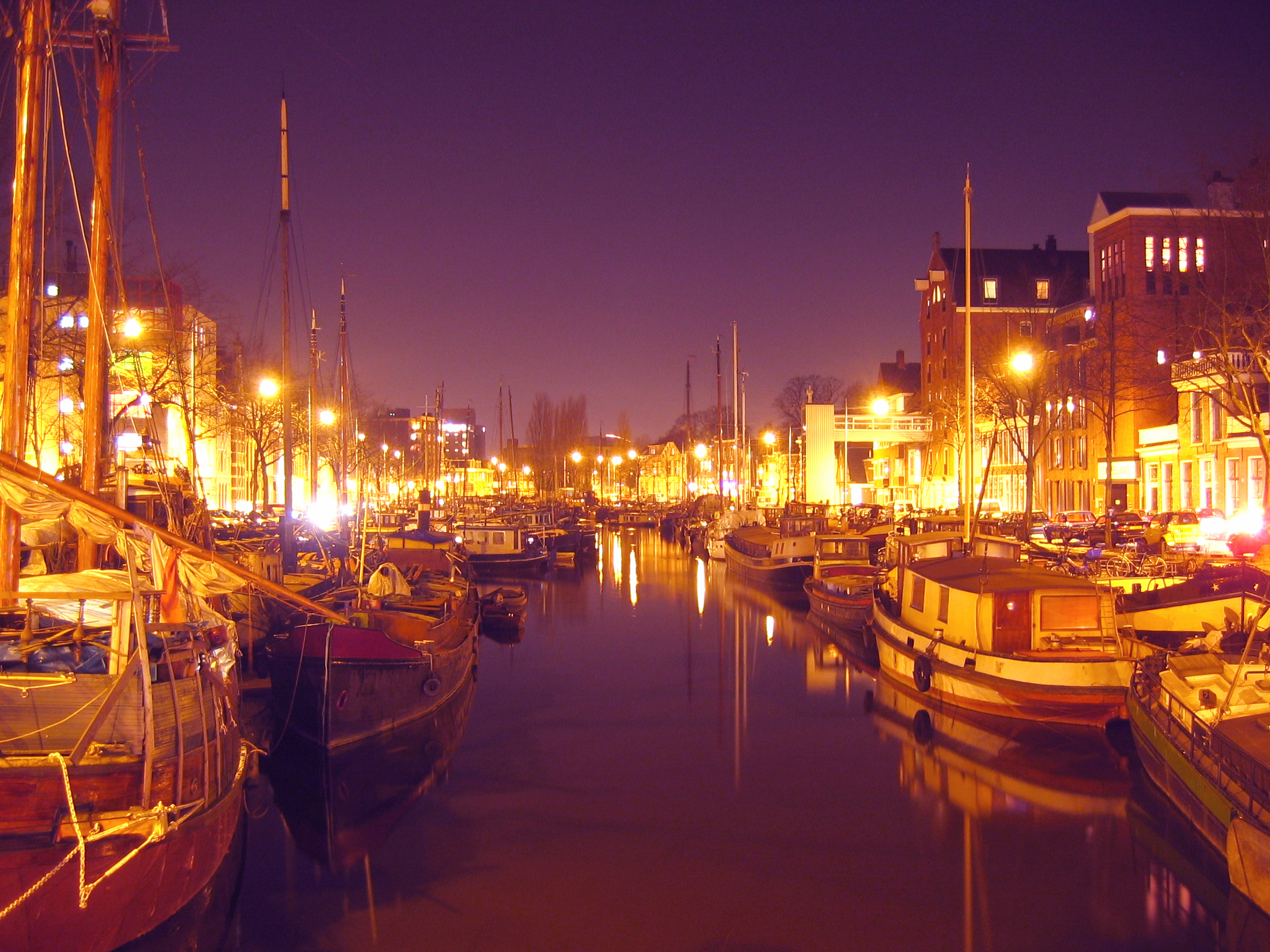
Нордерхавен.

## Культура
Культура провинции близка к культуре соседней германской земли Нижняя Саксония, многие жители по-прежнему используют в быту нижненемецкое в основе гронингенское наречие.